# هيئة الرقابة الإدارية (ليبيا)
هيئة الرقابة المالية أو هيئة الرقابة الإدارية مجلس النواب في ليبيا هي هيئة تتمتع بالشخصية الاعتبارية والذمة المالية المستقلة وتلحق بالسلطة التشريعية. وأنشئت بموجب قانون صادر عن المؤتمر الوطني العام في 2013 م وتشكل الهيئة من رئيس و وكيل أو أكثر ويلحق بها عدد من الأعضاء والموظفين ويكون تعيين الرئيس والوكيل لمدة ثلاث سنوات قابلة للتجديد لمرة واحدة.

## أهداف الهيئة
تهدف الهيئة إلى تحقيق رقابة إدارية فعالة على الأجهزة التنفيذية في الدولة الليبية ومتابعة أعمالها لتأكيد مدى تحقيقها لمسئولياتها وأدائها لواجباتها في مجالات اختصاصاتها وتنفيذها للقوانين واللوائح، ومن أن العاملين بها يهدفون في أداء أعمالهم إلى خدمة المواطن، كما تعمل الهيئة على الكشف عن الجرائم والمخالفات المتعلقة بأداء واجبات الوظيفة العامة والتحقيق فيها واتخاذ الإجراءات اللازمة لمساءلة مرتكبيها.
وتباشر الهيئة الاختصاصات المنصوص عليها في القانون بالنسبة إلى الوزارات والمصالح ووحدات الإدارة المحلية والسفارات والقنصليات الليبية بالخارج والهيئات والمؤسسات العامة والخاصة ذات النفع العام، والشركات وأجهزة القطاع الخاص التي تباشر أعمالا لحساب الجهات السابقة وكذلك الجهات التي تساهم فيها الدولة أو تشرف عليها.

## أعضاء الهيئة
يرأس الهيئة شخص مشهود له بالكفاءة والنزاهة - بحسب اشتراطات نص قانون الهيئة - ويعين ويعفى من منصبه وتقبل استقالته بقرار من السلطة التشريعية، ويعامل من حيث المرتب والمزايا معاملة الوزير.
وتنتهي ولاية رئيس الهيئة في الحالات التالية:
1- الاستقالة
2- بلوغ سن التقاعد
3- ثبوت عجزه عن القيام بمهامه لأسباب صحية
4- تكليفه بوظيفة أو مهمة أخرى بموافقته
5- اعفاؤه من مهامه بقرار من السلطة التشريعية.
ويعين وكيل الهيئة بقرار من السلطة التشريعية للدولة، ويعامل من حيث المرتب والمزايا المالية معاملة وكيل الوزارة ولايجوز إعفاؤه من وظيفته أو نقله إلا بقرار من السلطة التشريعية بناء على عرض من رئيس الهيئة وتحد اللائحة التنفيذية للقانون اختصاصات وكيل الهيئة.
ويشترط في رئيس الهيئة ووكيلها وأعضائها أن يكونوا من الليبين الحاصلين على مؤهل عال أو جامعي في القانون أو أي تخصص علمي آخر تتطلبه طبيعة عمل الهيئة ويحدده رئيس الهيئة بالنسبة لأعضائها، ولا يجوز تعيين أعضاء بالهيئة أو منح صفة العضوية لغير حملة المؤهلات المذكورة، ويشترط في من يرشح لشغل إحدى وظائف الهيئة إضافة إلى ما هو منصوص عليه في القانون أن يكون قد قضى مدة خدمه في مجال عمل الهيئة لا تقل عن ثلاث سنوات متتالية ويستثنى من شرط المؤهل المشار إليه شاغلو الوظائف الإدارية والكتابية والحرفية.

## مهام رئيس الهيئة
يتولى رئيس الهيئة إدارة شؤونها والإشراف الإداري والفني على أعمال الهيئة وموظفيها، وتكون له في ذلك سلطة الوزير المنصوص عليها في القوانين واللوائح بالنسبة إلى العاملين، وتكون له السلطة المخولة لوزير المالية فيما يتعلق باستخدام الاعتمادات المقررة في ميزانية الهيئة وله على وجه الخصوص:
- اقتراح الخطط والبرامج والأساليب لممارسة العمل الرقابي ومتابعة تنفيذه.
- تشكيل اللجان التي تتولى ممارسة المهام المسندة إليها والمنصوص عليها في القانون.
- إصدار القرارات المتعلقة بمنح صفة العضوية وصفة مأموري الضبط القضائي لموظفي الهيئة وغيرهم من أعضاء اللجان المكلفة بالمهام المسندة للهيئة.
- اقتراح مشورع الميزانية السنوية للهيئة.
- إصدار اللوائح والقرارات المنظمة لعمل الهيئة وشؤون أعضائها وموظفيها والشؤون المالية والإدارية والمشتريات والتعاقد.
- تمثيل الهيئة في صلاتها مع الغير وأمام القضاء.
- ويجوز لرئيس الهيئة تفويض وكيلها ببعض هذه الاختصاصات كما يحل الوكيل محله عند غيابه.

## وظائف الهيئة
مع عدم الإخلال بحق الجهة الإدارية في المتابعة والرقابة وفحص الشكاوى والتحقيق، تباشر الهيئة اختصاصاتها في هذه الشؤون على الوجه المبين في إجراء التحريات اللازمة والتفتيش الدوري على كافة الجهات الخاضعة لرقابتها للتأكد من أن أداءها للمهام المناطة بها يتم وفقا للتشريعات النافذة، ومن أن العاملين بها يؤدون أعمالهم دون وساطة أو محسوبية أو استغلال لوظائفهم.
- متابعة الأداء بتلك الجهات ومكافحة التسيب الإداري وإجراء التحريات اللازمة لكشف أي ممارسة إدارية جائزة ضد أي من العاملين خلافا للقوانين و اللوائح.
- الكشف عن الجرائم والمخالفات الإدارية التي تقع من العاملين بالجهات الخاضعة لرقابة الهيئة أثناء مباشرتهم لأعمالهم أو بسببها واتخاذ الإجراءات اللازمة لضبط تلك الجرائم والمخالفات.
- الكشف عن الجرائم والمخالفات التي تقع من غير المذكورين في الفقرة السابقة إذا استهدفت المساس بأداء واجبات الوظيفة أو الخدمة العامة أو إلحاق الضرر بالمصلحة العامة واتخاذ الإجراءات اللازمة لضبط تلك الجرائم والمخالفات.
- إجراء التحريات اللازمة لاستقصاء أسباب القصور في العمل في شتى المجالات التي تؤديها الدولة والكشف عن ما يشوب النظم المعمول بها من عيوب يكون من شأنها عرقلة حسن سير العمل في مرافق الدولة، واقتراح الرسائل الكفيلة بتلافي أوجه القصور.
- بحث ودراسة ما تتلقاه الهيئة من شكاوي وبلاغات الأفراد ومنظمات المجتمع المدني أو من أي جهة في الدولة والتصرف فيها في ضوء النتائج التي يسفر عنها البحث و الدراسة.
- دراسة وبحث ما يرد في الصحف ووسائل الإعلام المختلفة من شكاوى وتحقيقات واستطلاعات إعلامية وآراء ومقترحات تتعلق بسير العمل في الجهات الخاضعة لرقابة الهيئة.
- دراسة القوانين و اللوائح والقرارات النافذة والأنظمة المعمول بها للتأكد من كفايتها للأغراض التي شرعت من أجلها واقتراح التعديلات المؤدية إلى تلافي أوجه